# Приоритет выдержки

Съёмка в режиме приоритета выдержки

Приорите́т вы́держки («автомат диафрагмы», англ. Shutter Priority AE) — режим автоматического управления экспозицией фотоаппарата, кинокамеры или видеокамеры, при котором автоматически устанавливается только значение диафрагмы, соответствующее выдержке, выбранной вручную. В этом режиме число диафрагмы бесступенчато выбирается камерой на основе измерения яркости объекта съёмки встроенным сопряжённым экспонометром. Светочувствительность устанавливается вручную, а для компенсации контраста нестандартных сюжетов используется экспокоррекция.
Режим приоритета выдержки является основным для автоматической настройки экспозиции кино- и видеокамер, выдержка в которых фиксирована.
Режим приоритета выдержки используется в тех случаях, когда глубина резкости и значение диафрагмы не имеют решающего значения, но важна величина выдержки, от которой зависит резкость движущихся объектов. Наиболее частые примеры использования режима приоритета выдержки — съёмка спорта или фоторепортаж. В обоих случаях возможны два решения: «замораживание» быстродвижущихся объектов короткой выдержкой или, напротив, подчёркивание движения за счёт смазки объекта на длинных выдержках. При использовании приоритета выдержки следует помнить о том, что в отличие от режима программного автомата, этот режим ограничен диапазоном шкалы диафрагмы. Выход за пределы этого диапазона в ту или другую сторону приводит к неизбежной передержке или недодержке, поскольку диафрагма не может закрыться или открыться больше, чем это предусмотрено её конструкцией. На диске режимов съёмки режим приоритета выдержки обозначается разными производителями, как Tv (значение англ. Time Value системы APEX) или S (англ. Shutter Priority).